# Душан Исаковић
Душан С. Исаковић (Ниш, 20. децембар 1887 — Београд, 19. фебруар 1950) био је дивизијски генерал Југословенске војске. Учесник је балканских ратова и Првог светског рата.

## Живот и дело
Душан С Исаковић, рођен је 20. децембара 1887. године у Нишу. Душан С Исаковић је млађи брат генарала Југословенске војске Ђорђа С. Исаковића (1885—1931) Војне школе завршио је као питомац 36. класе Ниже и 22. Више школе Војне академије. Био је на служби у војничкој телеграфији (1912), а потом водник у Коњичкој подофицирској школи (1913).
У ратовима које је Краљевина Србија водила од 1912 до 1913. био је на дужности командир митраљеског одељења Шумадијског дивизиона II позива.
У Великом рату који је Краљевина Србија водила од 1914. до 1918. био је командир митраљеског одељења.
После Великог рата, од 1918. обављао је дужност шефа Војног одсека Државних железница у Суботици; потом 1924. шефа државних железница у Београду и наставника на Нижој школи Војне академије из предмета „Историја ратова“ и „Коњичка егзерцирска правила“.
Унапређен је у чин бригадног генерала 1935, а потом дивизијског генерал 1940. године.
Носилац је многих признања међу којима и Карађоређеве звезда са мачевима IV реда.
Преминуо је у Београду 19. фебруара 1950. године.